# Monti Rossi
I Monti Rossi (Munti Russi in siciliano) sono due coni piroclastici formatisi a nord di Nicolosi, alle pendici del vulcano Etna.

## Storia
La loro formazione risale all'eruzione dell'Etna del 1669: questa ebbe inizio l'8 marzo con terremoti continui, prima lievi poi via via sempre più forti. La zona sismica interessava il territorio di Nicolosi dietro cui si aprirono le fenditure, Pedara, Trecastagni, Belpasso. Entro la giornata del 13 marzo era già stata distrutta Mompilieri e raggiunto il territorio di Mascalucia mentre sulla fenditura i piroclasti, anche di grandi dimensioni, avevano costruito l'impalcatura dei coni gemelli detti dagli abitanti "Monti della ruina" e in seguito chiamati Monti Rossi. L'eruzione cessò l'11 luglio 1669 dopo avere di fatto cancellato il paese di Nicolosi; a nord ovest dei Monti Rossi si formò la Grotta delle Palombe, scoperta da Mario Gemmellaro nel 1823.
L'eruzione è una delle più spaventose che si ricordi: la colata da 850 metri s.l.m. si portò a quota zero nell'arco di 122 giorni, per una lunghezza di circa 15 km; lo spessore medio della colata era di 25 metri mentre il volume di lava emesso fu di circa 950 milioni di metri cubi. Alla fine furono distrutti 15 villaggi e parte di Catania, nel suo lato occidentale: la colata ne distrusse la parte esterna fino alle mura, circondando il Castello Ursino, che sorgeva su uno sperone roccioso allungato sul mare, e superandolo creò nuova terraferma per alcuni chilometri a sud-ovest della città; scomparve definitivamente il Lago di Nicito ed il fiume Amenano venne per grossa parte sepolto.

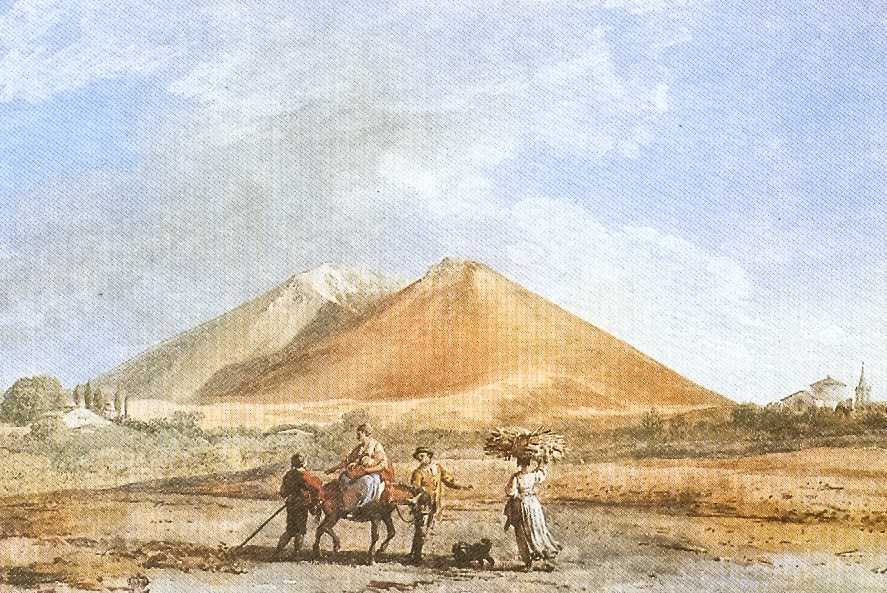
Veduta dei Monti Rossi, 1776-1779

Giuseppe Recupero, nell'opera Storia naturale e generale dell'Etna descrive così l'eruzione: 
(Giuseppe Recupero)

## Etimologia
Secondo alcune versioni il nome deriverebbe da una cattiva traduzione dalla lingua siciliana: infatti si pensa a un originario "Munti Rossi" (Monti Grossi) anziché "Munti Russi" (Monti Rossi). Ciononostante negli anni si è pensato che il nome derivasse dal colore delle rocce che compongono i coni. In effetti la presenza di pirosseni è piuttosto evidente.

Secondo altre versioni il nome sarebbe conseguenza dalla traduzione dal dialetto catanese "Munti Russi" all'italiano Monti Rossi. Durante l'eruzione del 1669, i Catanesi che guardavano dalla costa videro formarsi in pochi giorni le due montagne. Di notte esse apparivano rosse a causa della lava incandescente e il fenomeno era visibile da molti chilometri di distanza, considerato il fatto che nel 1669 non esisteva l'inquinamento luminoso. Si legge in alcuni racconti dell'epoca che: 
 Appare quindi molto probabile che il nome Monti Rossi derivi dall'immagine incandescente delle due montagne, dette appunto minni di foco (seni di fuoco, per la particolare forma simile ad un florido seno femminile), durante l'eruzione del 1669.

## Tempo libero, sport, avventura
La pineta dei Monti Rossi si presta a lunghe passeggiate su sentieri ben curati dagli operai della Guardia forestale ed è un luogo privilegiato per attività di orientamento.